# Territoires arctiques britanniques
1576–1880
Entités précédentes :
- Inuits

Entités suivantes :
- Canada (Territoires du Nord-Ouest)

Les territoires arctiques britanniques (en anglais : British Arctic Territories) furent des possessions territoriales britanniques dans l'actuel Archipel Arctique canadien du XVIe siècle jusqu'en 1880. Durant trois siècles, ces terres ne furent que revendiquées et aucunement administrées.
À l'intérieur du Canada, les îles arctiques furent intégrées aux Territoires du Nord-Ouest. Depuis 1999, la majorité du territoire fait partie du Nunavut.